# 太田基裕
太田 基裕（おおた もとひろ、1987年1月19日 - ）は、日本の俳優。東京都出身。アバンセ所属。愛称は「もっくん」。身長178cm。体重62kg。靴のサイズ26.5cm。

## 概要
2009年、ミュージカル『テニスの王子様』伊武深司役で舞台デビュー。 
「マグダラなマリア」アンナ・エーデルマン役、
舞台「弱虫ペダル」今泉俊輔役、
ミュージカル「ジャージー・ボーイズ」ボブ・クルー役、
ミュージカル「ローマの休日」アーヴィング役、
ミュージカル「刀剣乱舞」千子村正役、
演劇調異譚「xxxHOLiC」壱原侑子役
愛犬と遊ぶこと（トイプードル、名前はLUCKY）。妹がいる。
趣味　芸術鑑賞、ギター。
左利き。ただしギターを弾くときは右手。　甘いものが大好き。

## 出演

### 舞台
- ミュージカル テニスの王子様 - 伊武深司 役
  - The Final Match 立海 Second feat.The Rivals（2009年 - 2010年、日本青年館大ホール 他[5]）
  - ミュージカル テニスの王子様 Dream Live 7th（2010年5月、横浜アリーナ/神戸ワールド記念ホール[6]）
- ROMEO×JULIET - ティボルト 役
  - 世界の果て、運命の恋（2010年6月、シアターグリーンBOX in BOX THEATER）
  - 〜legend of painful heart（2011年3月、キンケロ・シアター）
- トライフル（2010年7月、シアターグリーンBIG TREE THEATER） - ロニー 役（ゲスト出演）
- マグダラなマリア - アンナ・エーデルマン 役
  - 〜マリアさんの夢は夜とかに開く! 魔愚墜裸屋、ついに開店〜（2010年8月、サンシャイン劇場/シアタードラマシティ）
  - マグダライブ!!（2012年6月、SHIBUYA-AX）
  - 〜ワインとタンゴと男と女とワイン〜（2012年11月 - 12月、サンシャイン劇場/新神戸オリエンタル劇場）
  - 亜雌異人愚（アメイジング）なグレイス（2013年11月7日 - 10日、新神戸オリエンタル劇場/11月14日 - 24日、AiiA Theater Tokyo）
- 青の戯れ（2010年10月、ワーサルシアター） - 主演 アヒト 役
- 甘男子〜あまだん〜（2010年12月、俳優座劇場） - 栗木悟 役
- 『メモ・リアル』the PARTY!（2011年1月、東京 ヤクルトホール/愛知 テレピアホール/大阪 オーバルホール）[7]
- 努力しないで出世する方法（2011年3月、笹塚ファクトリー） - 主演 ケイタ 役
- ROCK MUSICAL BLEACH（2011年7月 - 8月、シアタークリエ 他）- 朽木白哉 役
  - 新生ROCK MUSICAL BLEACH REprise（2012年8月 - 9月、品川ステラボール） - 朽木白哉 役
- コカンセツ!〜再演〜（2011年9月、天王洲 銀河劇場） - 浜野大輔 役
- 朗読劇『Reading Cinema x Autumn Special II 〈LOVE×LETTERS〉』（2011年10月、シアターグリーンBOX in BOX）
- 恋するブロードウェイ♪
  - vol.1（2011年11月、赤坂BLITZ）
  - vol.2（2013年1月 - 2月、博品館劇場）
  - vol.3（2014年2月28日 - 3月2日、EX THEATER ROPPONGI）[8]
- ZIPANGパイレーツ（2011年12月、笹塚ファクトリー） - カイ 役
- 弱虫ペダル - 今泉俊輔 役
  - 弱虫ペダル（2012年2月1日 - 6日、天王洲 銀河劇場）
  - 弱虫ペダル インターハイ篇 The First Result（2013年8月24日 - 9月8日、サンシャイン劇場/シアターBRAVA!）
  - 弱虫ペダル インターハイ篇 The Second Order（2014年3月13日 - 16日、天王洲 銀河劇場/3月20日 - 22日、埼玉県熊谷会館/3月26日 - 30日、シアターBRAVA!）
  - 弱虫ペダル The WINNER（2015年3月6日 - 29日、日本青年館/シアターBRAVA!/キャナルシティ劇場）
  - 弱虫ペダル IRREGULAR 〜2つの頂上〜（2015年10月8日 - 11月8日、日本特殊陶業市民会館 フォレストホール 他）
  - 弱虫ペダル 〜総北新世代、始動〜（2016年3月4日 - 27日、TOKYO DOME CITY HALL 他）
- VISUALIVE『ペルソナ4』 - 一条康 役
  - ペルソナ４（2012年3月、サンシャイン劇場）
  - the EVOLUTION（2012年10月、天王洲 銀河劇場）
- フィンランドサマー（2012年4月、萬劇場） - SP鮫元 役
- 逆境ナイン[9]（2012年6月、シアターグリーンBIG TREE THEATER） - 源完人 役
- 夜のミラクル☆トレイン〜大江戸線へようこそ〜SWEET DREAM EXPRESS（2012年12月、新宿FACE） - 擬人化とくがわ 役
- サヨナラ誘拐犯のパーフェクト・ストーリー（2013年2月、萬劇場） - 主演 芽咲向日葵 役
- 死神姫の再婚〜旦那様、お買い上げありがとうございます!（2013年3月、全労済ホール スペース・ゼロ） - カシュヴァーン 役（W主演）[10][11]
- Messiah メサイア - 五条颯真 役[注 1]
  - Messiah メサイア -銅ノ章-（2013年4月10日 - 14日、シアターサンモール）
  - Messiah メサイア -白銀ノ章-（2014年1月15日 - 19日、シアターGロッソ）
  - Messiah メサイア -鋼ノ章-（2015年9月2日 - 13日、シアターGロッソ/9月19日 - 21日、新神戸オリエンタル劇場）
- コントンクラブ〜image 7〜オムニバスギャグエンターテインメント（2013年5月 - 6月、博品館劇場） - シュウくん  ほか [12]
- マグダライブ!!（2013年6月、SHIBUYA-AX） - アンナ・エーデルマン 役
- Club SLAZY - Bloom 役
  - Club SLAZY（2013年9月25日 - 29日、新宿FACE）[13]
  - Club SLAZY The 2nd invitation〜Sapphire〜（2013年12月6日 - 15日、全労済ホール スペース・ゼロ）
  - LUV SLAZY（2014年4月21日、shibuya duo MUSIC EXCHANGE）
  - LUV SLAZY II（2015年4月10日 - 11日、恵比寿LIQUIDROOM）
  - Club SLAZY The 4th invitation〜Topaz〜（2015年12月9日 - 20日、全労済ホール スペース・ゼロ/12月25日 - 27日、ABCホール）
  - Club SLAZY The final invitation〜Garnet〜（2016年12月7日 - 13日、品川プリンスホテル・クラブeX）
  - Club SLAZY SPECIAL LIVE 2016（2016年12月31日、梅田芸術劇場 シアター・ドラマシティ）
- 覇権DO!! 〜戦国高校天下布武〜（2014年5月1日 - 6日、笹塚ファクトリー） - 主演 サトシ 役
- ハンサム落語 第4幕（2014年5月14日 - 18日、CBGKシブゲキ!!）
- 朗読劇『猫と裁判』（2014年6月3日 - 8日、全労済ホール スペース・ゼロ） - 山田 役
- 刻め、我ガ肌ニ君ノ息吹ヲ（2014年7月16日 - 21日、俳優座劇場） - 主演 白狐丸 役
- ミュージカル『黒執事』－地に燃えるリコリス－（2014年9月5日 - 23日、六本木ブルーシアター/10月2日 - 5日、梅田芸術劇場 シアター・ドラマシティ） - チャールズ・グレイ 役
- 超歌劇『幕末Rock』 - 高杉晋作 役
  - 超歌劇『幕末Rock』（2014年12月24日 - 29日、天王洲 銀河劇場）
  - 超★超歌劇『幕末Rock』（2015年8月8日 - 9日、梅田芸術劇場シアター・ドラマシティ/8月13日 - 16日、Zeppブルーシアター六本木）
- VIVID CONTACT -The just-（2015年1月7日 - 11日、ザ・ポケット） - 吉岡 役
- 逆転裁判2 〜さらば、逆転〜（2015年4月29日 - 5月10日、俳優座劇場） - 王都楼真悟 役
- GO WEST（2015年6月4日 - 14日、天王洲 銀河劇場） - ルコック 役
- ホテル・カルフォリニア〜HOTEL CALFORINIA〜（2016年2月、紀伊國屋ホール） - 虹男 役[14]
- ミュージカル『ジャージー・ボーイズ』 - ボブ・クルー 役
  - 2016年公演（2016年6月29日 - 7月31日、シアタークリエ）
  - 2018年公演（2018年9月7日 - 10月3日、シアタークリエ 他）
- ミュージカル『スカーレット・ピンパーネル』（2016年10月19日 - 26日、赤坂ACTシアター/10月30日 - 11月7日、梅田芸術劇場 メインホール/11月24日 - 29日、東京国際フォーラム ホールC） - エルトン 役[15]
- ミュージカル『手紙』（2017年1月20日 - 2月5日、新国立劇場 小劇場/2月11日 - 12日、新神戸オリエンタル劇場） - 武島直貴 役（柳下大とのダブルキャスト）
- ミュージカル『刀剣乱舞』シリーズ - 千子村正 役
  - 〜三百年の子守唄〜（2017年3月14日 - 26日、AiiA 2.5 Theater Tokyo/4月1日 - 9日、梅田芸術劇場 メインホール/4月14日 - 23日）
  - 〜真剣乱舞祭2017〜（2017年12月8日 - 24日、さいたまスーパーアリーナ 他）
  - 〜真剣乱舞祭2018〜（2018年11月24日 - 12月16日、幕張メッセ 国際展示場ホール 他）
  - 〜三百年の子守唄2019〜（2019年1月20日 - 3月24日、銀河劇場 他）[16]
  - 〜葵咲本紀〜（2019年8月3日 - 18日、天王洲 銀河劇場 / 8月30日 - 9月8日、サンケイホールブリーゼ / 9月14日 - 28日、AiiA 2.5 Theater Kobe / 10月4日 - 6日、アルモニーサンク北九州ソレイユホール / 10月19日 - 27日、TOKYO DOME CITY HALL）
  - 五周年記念 壽 乱舞音曲祭（2021年1月9日 - 23日、東京ガーデンシアター）※出演は19日以降
  - 〜真剣乱舞祭2022〜（2022年5月8日 - 6月26日、サンドーム福井 他）※出演は5月26日まで
  - 千子村正 蜻蛉切 双騎出陣〜万（よろず）の華うつす鏡〜（2023年11月26日 - 12月31日、IHIステージアラウンド東京）[17]
- 黒子のバスケ OVER-DRIVE（2017年6月22日 - 7月9日、AiiA 2.5 Theater Tokyo/7月13日 - 17日、森ノ宮ピロティホール） - 花宮真 役
- うたの☆プリンスさまっ♪ マスカレイドミラージュ（2017年9月28日 - 10月1日、AiiA 2.5 Theater Tokyo/10月5日 - 8日、新神戸オリエンタル劇場） - アインザッツ 役
- オリジナルミュージカル『デパート！』（2017年11月1日 - 17日、三越劇場） - モリス 役
- ゆく年く・る年 冬の陣 師走明治座時代劇祭（2018年1月13日、梅田芸術劇場 メインホール） - 第2部 日替わりゲスト（審査員）
- ミュージカル『Romale〜ロマを生き抜いた女 カルメン〜』（2018年3月23日 - 4月8日、東京芸術劇場 プレイハウス/4月11日 - 21日、梅田芸術劇場 シアター・ドラマシティ） - ローレンス 役
- ミュージカル『アメリ』（2018年5月18日 - 6月3日、天王洲 銀河劇場/6月7日 - 10日、森ノ宮ピロティホール）- ニノ 役 [18][19][20]
- 半神（2018年7月11日 - 16日、天王洲 銀河劇場/7月19日 - 22日、松下IMPホール）- 先生 役 [21]
- 舞台『囚われのパルマ -失われた記憶-』（2019年6月22日 - 23日、サンケイホールブリーゼ/6月27日 - 30日、シアター1010）- 主演 ハルト 役
- ミュージカル『イノサン musicale』（2019年11月29日 - 12月10日、ヒューリックホール東京/2020年2月9日、パレ・デ・コングレ・ド・パリ※公演中止）- ルイ・オーギュスト（フランス国王ルイ16世） 役
- ミュージカル『サンセット大通り』（2020年3月14日 - 29日、東京国際フォーラム ホールC）- アーティ 役
- ミュージカル『EDGES －エッジズ－』
  - チーム♊（TWINS / ツインズ）（2020年5月27日 - 6月16日、DDD青山クロスシアター）※公演中止
  - TEAM BLUE（2020年12月3日 - 6日、新国立劇場 中劇場）
- ボーイズ・イン・ザ・バンド 〜真夜中のパーティー〜（2020年7月18日 - 28日、Bunkamuraシアターコクーン/8月8日 - 9日、東京エレクトロンホール宮城/8月15日 - 16日、カナモトホール（札幌市民ホール）/8月21日 - 23日、梅田芸術劇場 シアター・ドラマシティ/8月27日 - 30日、なかのZERO 大ホール） - ラリー 役[22]
- ミュージカル『ローマの休日』（2020年10月4日 - 28日、帝国劇場/12月19日 - 25日、御園座/2021年1月1日 - 12日、博多座） - アーヴィング（カメラマン） 役（Wキャスト）
- 朗読劇『ラヴ・レターズ “Spring Special”』（2021年3月14日、PARCO劇場）
- コンサート『Disney 声の王子様 Voice Stars Dream Live 2021』（2021年4月11日、神戸ワールド記念ホール/6月13日、ぴあアリーナMM）
- ミュージカル『ダブル・トラブル』（2021年5月3日、志木市民会館パルシティ/5月12日 - 16日、紀伊國屋サザンシアター TAKASHIMAYA/5月18日 - 22日、よみうり大手前ホール）※5月6日 - 11日は新型コロナウィルスによる緊急事態宣言のため公演中止
- ロックミュージカル『MARS RED』（2021年6月24日 - 7月1日、天王洲 銀河劇場） - 主演 栗栖秀太郎 役[23]
- 朗読劇 シアタークリエ 恋を読む inクリエ『逃げるは恥だが役に立つ』（2021年8月12日・15日、シアタークリエ） - 津崎平匡 役[24]
- 演劇調異譚『xxxHOLiC』 - 壱原侑子 役
  - 演劇調異譚『xxxHOLiC』（2021年9月17日 - 26日、天王洲 銀河劇場 / 10月1日 - 3日、京都劇場）[25]
  - 演劇調異譚『xxxHOLiC』-續-（2023年4月7日 - 16日、天王洲 銀河劇場[26]）※4月17日 - 5月7日は太田の検査入院のため公演中止[27][28]
  - 演劇調異譚『xxxHOLiC』-續・再-（2025年1月24日 - 2月9日、シアターH / 2月14日 - 16日、SkyシアターMBS）[29]
- ミュージカル『グリース』（2021年11月11日 - 12月5日、シアタークリエ）ティーンエンジェル 役 ※日替わり出演
- ミュージカル『ストーリー・オブ・マイ・ライフ』（2021年12月13日 - 25日・2024年11月5日 - 15日、よみうり大手町ホール / 2024年11月22日・23日、サンケイホールブリーゼ） - アルヴィン 役[30][31]
- 舞台『呪術廻戦』（2022年7月15日 - 31日、天王洲 銀河劇場 / 8月7日 - 14日、メルパルク大阪イベントホール）※8月4日 - 6日は公演中止[32] - 真人 役[33]
- ミュージカル『ダブル・トラブル -2022夏 Season C-』（2022年9月5日 - 13日、自由劇場）
- ミュージカル『キングアーサー』（2023年1月 - 3月、新国立劇場 中劇場 他）- ランスロット 役（Wキャスト）[34]
- リーディング音楽劇『ジャングル大帝』（2023年6月4日・5日、東京建物 Brillia HALL） - ケン 役[35]
  - リーディング音楽劇『ジャングル大帝』レオ編（2024年12月11日 - 16日、有楽町よみうりホール）[36]
- ミュージカル『スクールオブロック』（2023年8月17日 - 9月18日、東京建物 Brillia HALL / 9月23日 - 10月1日、新歌舞伎座） - ネッド・シュニーブリー 役（Wキャスト）[37]
- 『HUNTER×HUNTER』THE STAGE2（2024年3月16日 - 31日、天王洲 銀河劇場 / 4月6日 - 14日、梅田芸術劇場 シアター・ドラマシティ） - クロロ 役[38]
- ミュージカル『ロミオ&ジュリエット』（2024年5月16日 - 6月10日、新国立劇場 中劇場 / 6月22日・23日、刈谷市総合文化センター / 7月3日 - 15日、梅田芸術劇場 メインホール） - ティボルト 役（Wキャスト）[39]
- 音楽劇『ライムライト』（2024年8月3日 - 18日、シアタークリエ）[40]
- ミュージカル『ダンス オブ ヴァンパイア』（2025年5月、東京建物 Brillia HALL / 6月、御園座 / 7月、梅田芸術劇場 メインホール / 7月、博多座） - アルフレート 役（寺西拓人とダブルキャスト）[41]
- KOKAMI@network vol.21『サヨナラソング -帰ってきた鶴-』（2025年8月31日 - 9月21日〈予定〉、紀伊國屋ホール / 9月27日・28日〈予定〉、サンケイホールブリーゼ） - 相馬和彦 / 馬彦 役[42]
- ミュージカル『十二国記 -月の影 影の海-』（2025年12月9日 - 29日〈予定〉、日生劇場 / 2026年1月6日 - 11日〈予定〉、博多座 / 1月17日 - 20日〈予定〉、梅田芸術劇場 メインホール / 1月28日 - 2月1日〈予定〉、御園座） - 楽俊 役（牧島輝とダブルキャスト）[43][44]

### 映画
- ウタヒメ 彼女たちのスモーク・オン・ザ・ウォーター（2012年公開） - 石川達樹 役[45]
- Messiah メサイア - 五条颯真 役
  - Messiah メサイア -漆黒ノ章-（2013年8月公開）
  - Messiah メサイア -深紅ノ章-（2015年10月公開）
- マジックナイト（2014年8月30日公開） - 那智 役
- 人狼処刑ゲーム〜たとえ君が狼でも僕は君を守る〜（2015年3月公開） - 主演 大我 役（W主演）
- マスタード・チョコレート（2017年4月公開） - 矢口 役[46]

### テレビドラマ
- スターライト（2005年10月 - 12月、テレビ東京） - 羽田剛志 役
- 祝女〜SHUKUJO〜（2010年 - 2012年、NHK） - 「無限男子」ポセイドン 役
- 海賊戦隊ゴーカイジャー 第39話（2011年11月20日、テレビ朝日） - 男子生徒 役
- 恋チョコ〜甘男子（2012年2月、BS-TBS） - 栗木悟 役
- 牙狼-GARO- 〜闇を照らす者〜 第6話（2013年5月10日、テレビ東京） - シン 役
- ランチ合コン探偵～恋とグルメと謎解きと～ 第1話（2020年1月9日、読売テレビ・日本テレビ系） - 早坂拓哉 役
- 推しの王子様～ 第2話（2021年7月22日、フジテレビ） - 草野 役
- ドラマイズム『liar』（2022年2月15日 - 、MBS・TBS系） - 上条譲 役

### テレビアニメ
- 学園ベビーシッターズ（2018年、TOKYO MXほか） - 根津中吉 役[47]

### バラエティ
- LIPSS〜イノセントな囁き〜（2019年1月22日 - 6月26日、テレビ埼玉・ニコニコ生放送）※不定期出演

### ラジオドラマ
- サタデードラマハウス 美男子劇場『育ての叔父』（2017年6月、JFN） - 粟島太郎 役

### オリジナルビデオ
- 雪月花スクランブル〜学生寮は恋愛禁止！？〜（2015年6月23日、スマートボーイズ） - 月丘弦 役

### ネット配信
- ラブレター大作戦 第2話（2007年） - 桜田耕介 役
- 極上弾き語りスナック『スナック ラ♪ラ♪ラ』（2012年2月 - 12月、ニコニコ生放送）
- 古坂大魔王のカツアゲ!（2012年10月、アメーバスタジオ） - 第12代目見習い
- オールナイトニッポンi太田基裕ｘ崎山つばさのおしゃべや」（2017年8月21日 - 2019年9月9日、ニッポン放送）
- さともつチャンネル（2016年3月30日 - 2019年4月25日、ニコニコ生放送）
- 太田基裕 LINE LIVE（2019年8月19日 - 2023年3月31日、LINE LIVE）
- もっくんの部屋（2020年12月27日 - 放送中、ニコニコ生放送）

### ゲーム
- マジカルデイズ the Brats’s Parade（2016年） - リオ 役[48]
- 魔界王子と魅惑のナイトメア（2018年） - ロイ・レヴィア 役[49]

### イベント
- Cooking & Talk Live『COOKING BOYS』 #7・#12（2011年4月・2013年3月、ザ☆キッチンNAKANO）
- 夏だ♪まつりだ♪六本木♪スナックラ♪ラ♪ライブ @ニコファーレ（2012年8月、ニコファーレ）

### その他
- ビジュアルボーイ（2013年5月24日 - ）
- NHK文化センター講演会 太田基裕さんが語る「演じる」ということ（2022年3月6日、NHK文化センター青山教室グランルーム）[50]

## 作品

### CD
- 『FLOWER FESTIVAL 〜VISION FACTORY presents』「ヒヤシンス」（2008年、avex）
- 無限男子『Infinity Love/恋愛年齢∞無限大』（2011年、avex）
- 『ウタヒメ 彼女たちのスモーク・オン・ザ・ウォーター Original Sound Track』「キミにDive」（2012年、B-Gram RECORDS）
- 舞台 劇団シャイニング from うたの☆プリンスさまっ♪『マスカレイドミラージュ』オリジナルサウンドトラック＆レビューソングコレクション（2018年、ムービック）
- 劇団シャイニング from うたの☆プリンスさまっ♪『SHINING REVUE』レビューソングコレクション（2018年、ムービック）

### DVD
- ハッピーレシピII 男子!チューボーに入ります!（2012年8月、アルバトロス）

### 写真集
- 『2.5次元男子』（2015年10月17日、小学館） - 廣瀬智紀・鳥越裕貴・佐藤流司・松下優也と合同[51] ISBN 978-4-09-103234-8
- 太田基裕PHOTO BOOK『Aloha』（2016年7月5日、株式会社アバンセ）
- 『月刊 太田基裕×小林裕和』（2017年11月18日、イーネット・フロンティア）[52] ISBN 978-4-86205-909-3